# Período Quente Medieval

As temperaturas médias globais mostram que o Período Quente Medieval não foi um fenômeno global.

O Período Quente Medieval (PQM), também conhecido como Otimismo Climático Medieval ou Anomalia Climática Medieval, foi uma época de clima quente na região do Atlântico Norte que durou cerca de 300 anos, de 950 d.C. até por volta de 1250 d.C. Os registros de proxy climático [en] mostram que o pico de calor ocorreu em momentos diferentes para regiões diferentes, o que indica que o PQM não foi um evento globalmente uniforme. Alguns se referem ao PQM como Anomalia Climática Medieval para enfatizar que outros efeitos climáticos além da temperatura também foram importantes.
Esse período foi seguido por outro regionalmente mais frio no Atlântico Norte e em outros lugares, que às vezes é chamado de Pequena Idade do Gelo (PIG).
As possíveis causas do PQM incluem aumento da atividade solar, diminuição da atividade vulcânica e mudanças na circulação oceânica. Evidências de modelagem mostraram que a variabilidade natural é insuficiente por si só para explicar esse período e que uma força externa teve que ser uma das causas.

## Pesquisa
Acredita-se que o PQM tenha ocorrido entre por volta de 950 d.C. e 1250 d.C., durante a Idade Média europeia. Alguns pesquisadores dividem o período em duas fases: PQM-I, que começou por volta de 450 d.C. e terminou por volta de 900 d.C., e PQM-II, que durou de cerca de 1000 d.C. a cerca de 1300 d.C.; o PQM-I é chamado de Período Quente Medieval inicial, enquanto o PQM-II é chamado de Período Quente Medieval convencional. Em 1965, Hubert Lamb [en], um dos primeiros paleoclimatologistas, publicou uma pesquisa baseada em dados de botânica, pesquisa de documentos históricos e meteorologia, combinados com registros que indicam a temperatura e a precipitação predominantes na Inglaterra por volta de 1200 d.C. e por volta de 1600 d.C. Ele propôs que,
evidências têm se acumulado em muitos campos de investigação, apontando para um clima notavelmente quente em muitas partes do mundo, que durou alguns séculos, por volta de 1000-1200 d.C., e foi seguido por um declínio dos níveis de temperatura até que, por volta de 1500-1700 d.C., ocorreu a fase mais fria desde a última era glacial.
A era de temperaturas mais altas ficou conhecida como Período Quente Medieval e o período frio subsequente como Pequena Idade do Gelo (PIG). Entretanto, a opinião de que o PQM foi um evento global foi contestada por outros pesquisadores. O Primeiro Relatório de Avaliação do IPCC de 1990 [en] discutiu o seguinte:
Período Quente Medieval por volta do ano 1000 d.C. (que pode não ter sido global) e a Pequena Idade do Gelo, que terminou apenas na metade ou no final do século XIX.
Afirmando que as temperaturas no:
Final do século X até o início do século XIII (cerca de 950-1250 d.C.) parece ter sido excepcionalmente quente na Europa Ocidental, Islândia e Groenlândia.
O Terceiro Relatório de Avaliação do IPCC de 2001 [en] resumiu as pesquisas mais recentes:
As evidências não sustentam períodos globalmente sincrônicos de frio ou calor anômalos nesse período, e os termos convencionais de “Pequena Era do Gelo” e “Período Quente Medieval” são documentados principalmente na descrição das tendências do hemisfério norte em mudanças de temperatura média hemisférica ou global nos séculos passados.
Registros de temperatura global obtidos de núcleos de gelo, anéis de árvores e depósitos de lagos mostraram que a Terra pode ter sido ligeiramente mais fria globalmente (0,03 °C ) do que no início e em meados do século XX.
Os paleoclimatologistas que desenvolvem reconstruções climáticas de séculos passados específicas para cada região convencionalmente rotulam seu intervalo mais frio como “PIG” e seu intervalo mais quente como “PQM”. Outros seguem a convenção e, quando um evento climático significativo é encontrado nos períodos “PIG” ou “PQM”, eles associam seus eventos ao período. Alguns eventos do “PQM” são, portanto, eventos úmidos ou frios, em vez de eventos estritamente quentes, especialmente na Antártica central, onde foram observados padrões climáticos opostos aos do Atlântico Norte.
Usando métodos de climatologia histórica, Christian Pfister [en] e Heinz Wanner [en] reconstruíram as condições sazonais de temperatura para a Europa Ocidental e Central em 2021 com base em índices de 1000 a 1999 (os outonos somente de 1500 em diante).

## Clima global durante o Período Quente Medieval
A natureza e a extensão do PQM foram marcadas por uma controvérsia de longa data sobre se foi um evento global ou regional. Em 2019, usando um conjunto estendido de dados de proxy [en], o consórcio Pages-2k confirmou que a Anomalia Climática Medieval não foi um evento globalmente síncrono. O período mais quente de 51 anos dentro do PQM não ocorreu ao mesmo tempo em diferentes regiões. Eles defendem um enquadramento regional, em vez de global, da variabilidade climática na Era Comum pré-industrial para ajudar na compreensão.

## Atlântico Norte

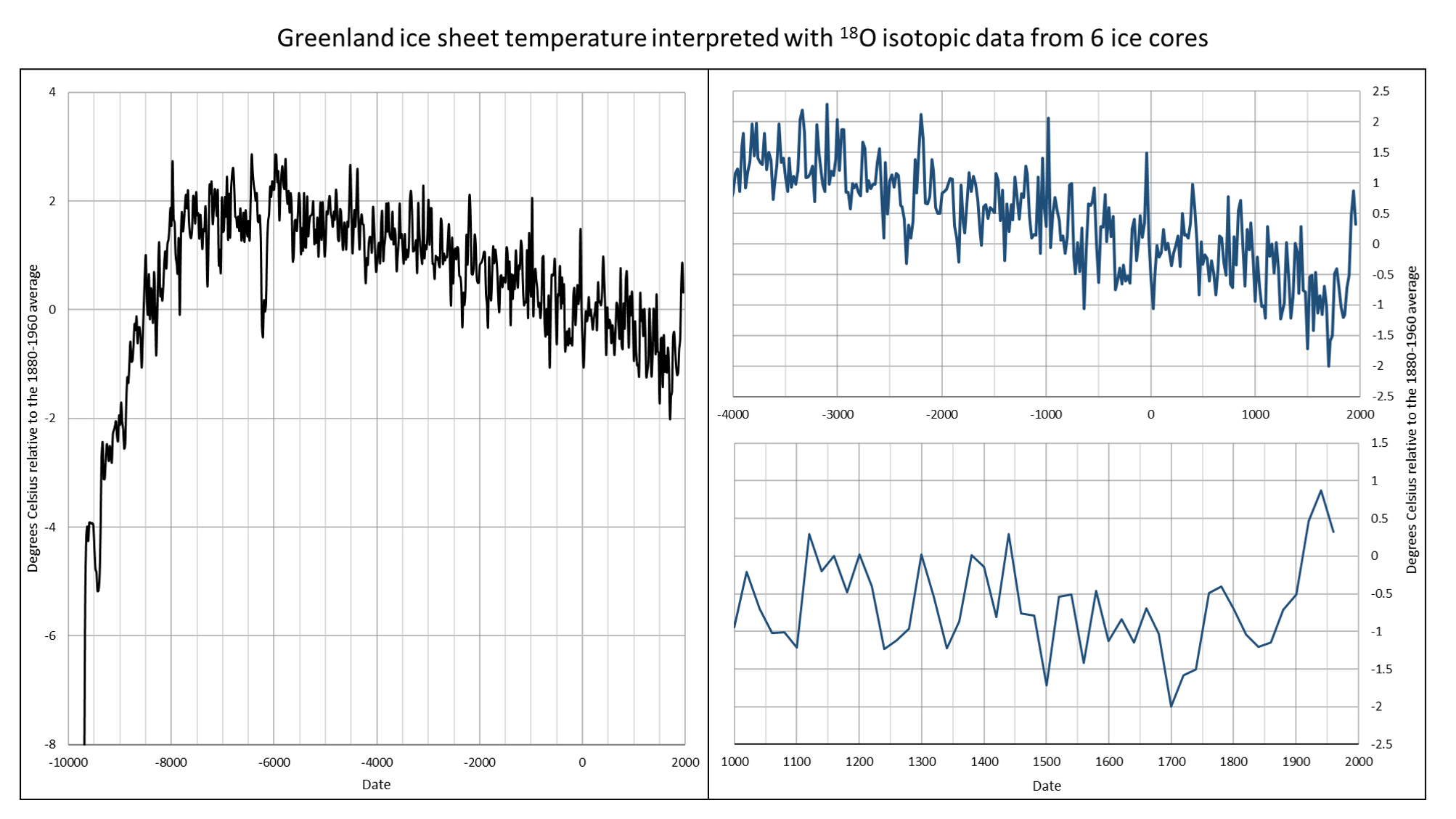
Temperaturas da camada de gelo da Groenlândia interpretadas com isótopo 18O de 6 núcleos de gelo. O conjunto de dados varia de 9690 a.C. a 1970 d.C. e tem uma resolução de cerca de 20 anos. Isso significa que cada ponto de dados representa a temperatura média dos 20 anos adjacentes.

O estudo de 1996 de Lloyd D. Keigwin sobre dados de núcleos de caixa [en] datados por radiocarbono de sedimentos marinhos no Mar dos Sargaços constatou que a temperatura da superfície do mar era aproximadamente 1 °C mais fria há aproximadamente 400 anos, durante a PIG, e há 1700 anos, e era aproximadamente 1 °C mais quente há 1000 anos, durante o PQM.
Usando amostras de sedimentos de Porto Rico, da Costa do Golfo e da Costa Atlântica da Flórida até a Nova Inglaterra, Mann et al. encontraram evidências consistentes de um pico na atividade de ciclones tropicais no Atlântico Norte durante o período de baixa atividade, que foi seguido por uma calmaria subsequente.

### Islândia
A Islândia foi colonizada pela primeira vez entre 865 e 930, em uma época que se acreditava ser quente o suficiente para a navegação e a agricultura. Por meio da recuperação e análise de isótopos de núcleos marinhos e do exame de padrões de crescimento de moluscos da Islândia, Patterson et al. reconstruíram um registro estável de isótopos de oxigênio (δ18 O) e carbono (δ13 C) em uma resolução decadal do Período Quente Romano [en] até o PQM e a PIG. Patterson et al. concluíram que a temperatura do verão permaneceu alta, mas a temperatura do inverno diminuiu após o assentamento inicial da Islândia.

### Groenlândia

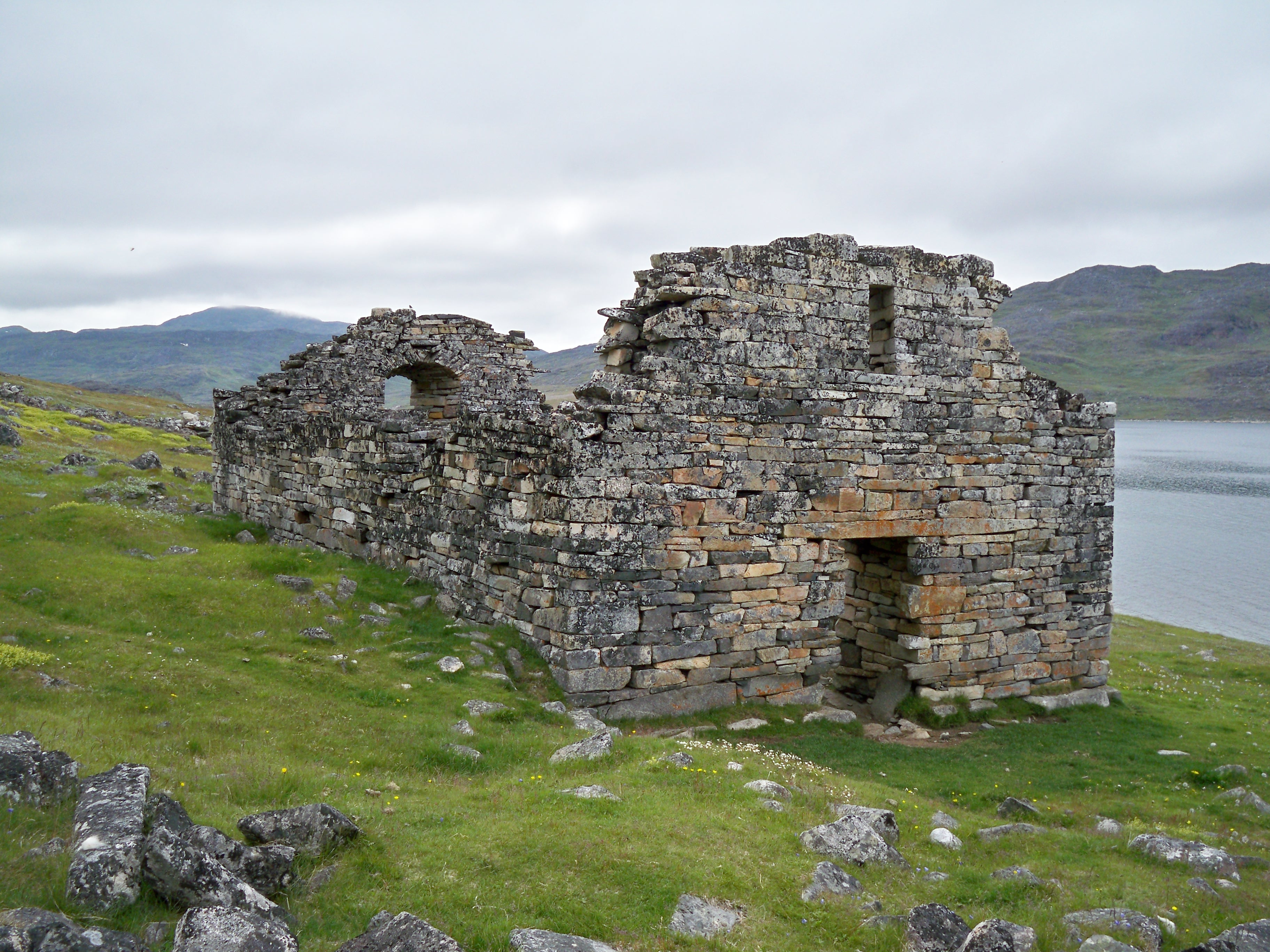
Os últimos registros escritos dos en são de um casamento islandês em 1408, mas foram registrados mais tarde na Islândia, na en, que agora é a mais bem preservada das ruínas nórdicas.

O estudo de Mann et al. constatou que o calor excedeu os níveis de 1961-1990 no sul da Groenlândia e em partes da América do Norte durante o PQM, que o estudo define como sendo de 950 a 1250, com o calor em algumas regiões excedendo as temperaturas do período de 1990-2010. Grande parte do Hemisfério Norte apresentou um resfriamento significativo durante a PIG, que o estudo define como de 1400 a 1700, mas Labrador e partes isoladas dos Estados Unidos pareciam estar aproximadamente tão quentes quanto durante o período de 1961-1990. Os dados de isótopos de oxigênio do inverno da Groenlândia da PQM apresentam uma forte correlação com a Oscilação do Atlântico Norte (OAN).

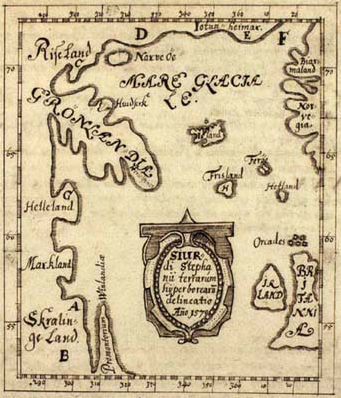
Cópia de 1690 do mapa Skálholt de 1570, com base em informações documentais sobre locais nórdicos anteriores na América.

A colonização nórdica das Américas tem sido associada a períodos mais quentes. A teoria comum é que os nórdicos aproveitaram os mares sem gelo para colonizar áreas na Groenlândia e em outras terras distantes do extremo norte. No entanto, um estudo da Universidade de Columbia sugere que a Groenlândia não foi colonizada em um clima mais quente, mas que o efeito do aquecimento durou, de fato, apenas um curto período. Por volta do ano 1000 d.C., o clima estava suficientemente quente para que os vikings viajassem para a Terra Nova e estabelecessem um posto avançado de curta duração lá.

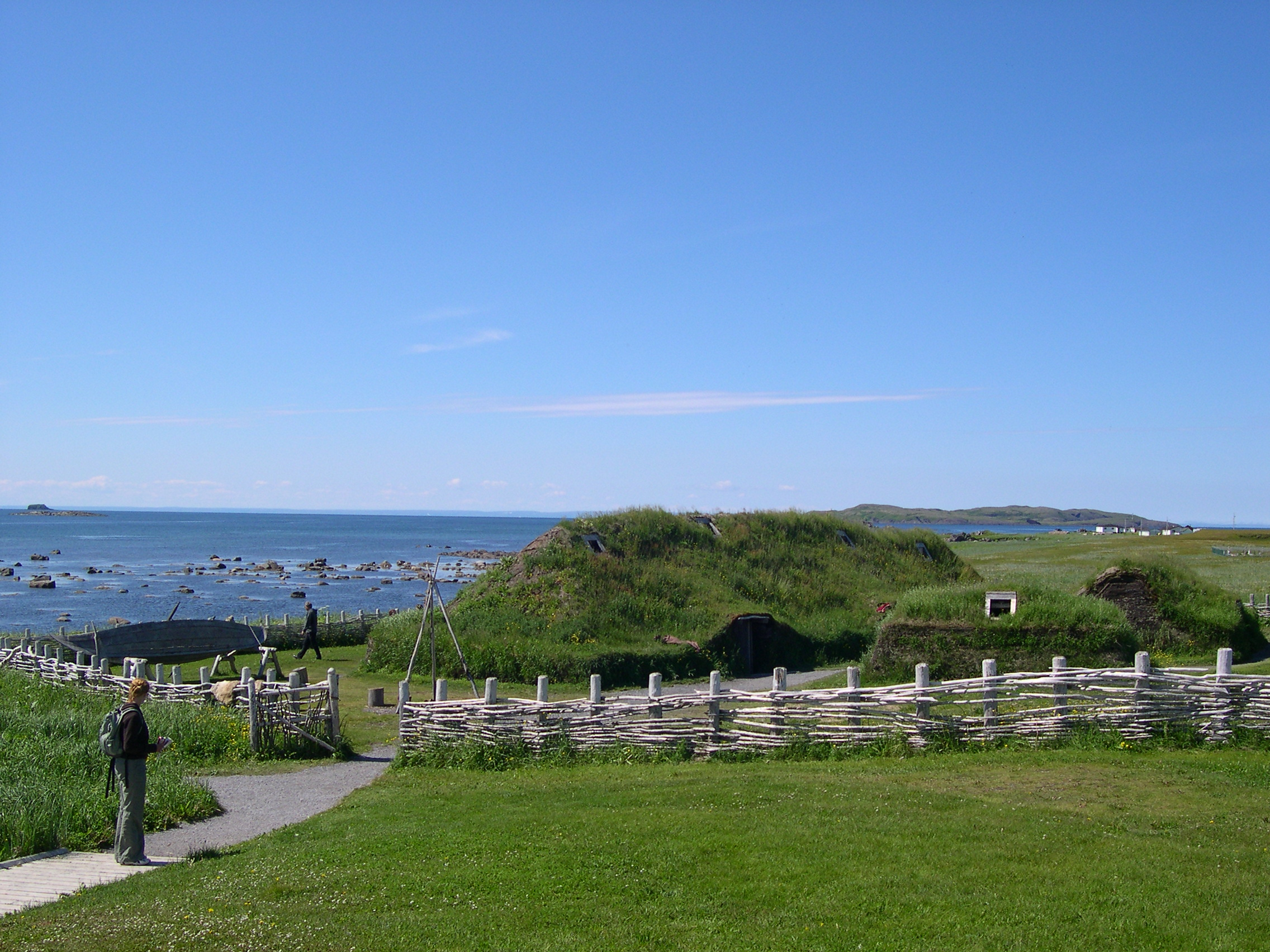
L'Anse aux Meadows, terra nova, hoje em dia, com uma reconstrução de um assentamento viking.

Por volta de 985, os vikings fundaram os assentamentos oriental e ocidental [en], ambos próximos à ponta sul da Groenlândia. Nos estágios iniciais da colônia, eles criavam gado, ovelhas e cabras, e cerca de um quarto de sua dieta era composta por frutos do mar. Depois que o clima se tornou mais frio e tempestuoso, por volta de 1250, sua dieta passou a se concentrar em fontes oceânicas. Por volta de 1300, a caça às focas fornecia mais de três quartos de sua alimentação.
Por volta de 1350, a demanda por suas exportações diminuiu e o comércio com a Europa foi interrompido. O último documento dos assentamentos data de 1412 e, nas décadas seguintes, os europeus restantes foram embora no que parece ter sido uma retirada gradual, causada principalmente por fatores econômicos, como o aumento da disponibilidade de fazendas nos países escandinavos.

### Europa
Houve um recuo glacial substancial no sul da Europa durante o PQM. Embora várias geleiras menores tenham sofrido deglaciação completa, as geleiras maiores da região sobreviveram e agora fornecem informações sobre a história climática da região. Além do derretimento glacial induzido pelo aquecimento, os registros sedimentares revelam um período de aumento das inundações, coincidindo com o PQM, no leste da Europa, que é atribuído ao aumento da precipitação de uma fase positiva da OAN.
Outros impactos da mudança climática podem ser menos aparentes, como a mudança da paisagem. Antes do PQM, uma região costeira no oeste da Sardenha foi abandonada pelos romanos. A área costeira foi capaz de se expandir substancialmente para a lagoa sem a influência de populações humanas e um alto nível [en] durante o PQM. Quando as populações humanas retornaram à região, elas encontraram uma terra alterada pela mudança climática e tiveram que restabelecer os portos. Na Cordilheira Central Ibérica, houve um aumento da produtividade dos lagos e da erosão do solo, além de frequentes e intensos eventos de escoamento superficial.

## Outras regiões

### América do Norte
Na Baía de Chesapeake (atualmente em Maryland e Virgínia, Estados Unidos), os pesquisadores encontraram grandes variações de temperatura (mudanças em relação à temperatura média da época) durante o MWP (cerca de 950-1250) e a Pequena Idade do Gelo (cerca de 1400-1700, com períodos frios persistindo até o início do século XX), possivelmente relacionados a mudanças na força da circulação termohalina do Atlântico Norte. Os sedimentos em Piermont Marsh, no baixo Vale do Hudson, mostram um PQM seco de 800 a 1300. No pântano do Rio Hammock, em Connecticut, os pântanos salgados se estendiam 15 quilômetros mais a oeste do que no presente, devido ao aumento do nível do mar.
As secas prolongadas afetaram muitas partes do que hoje é o oeste dos Estados Unidos, especialmente o leste da Califórnia e o oeste da Grande Bacia. O Alasca passou por três intervalos de calor comparáveis: 1-300, 850-1200 e desde 1800. O conhecimento do PQM na América do Norte tem sido útil para datar os períodos de ocupação de certos locais de habitação dos nativos americanos, especialmente em partes áridas do oeste dos Estados Unidos. A aridez foi mais predominante no sudeste dos Estados Unidos durante o PQM do que na PIG seguinte, mas apenas ligeiramente; essa diferença pode ser estatisticamente insignificante.
As secas no PQM podem ter afetado os assentamentos dos nativos americanos também no leste dos Estados Unidos, como em Cahokia. Uma análise de pesquisas arqueológicas mais recentes mostra que, à medida que a busca por sinais de mudanças culturais incomuns foi ampliada, alguns dos primeiros padrões (como violência e problemas de saúde) foram considerados mais complicados e regionalmente variados do que se pensava anteriormente. Outros padrões, como a ruptura de assentamentos, a deterioração do comércio de longa distância e os movimentos populacionais, foram ainda mais corroborados.

### África
O clima no leste equatorial da África alternou entre ser mais seco do que hoje e relativamente úmido. O clima era mais seco durante o PQM (1000-1270). Ao largo da costa da África, a análise isotópica dos ossos dos habitantes das Ilhas Canárias durante a transição do PQM para a PIG revela que a região sofreu uma redução de 5 °C na temperatura do ar. Durante esse período, a dieta dos habitantes não sofreu alterações significativas, o que sugere que eles eram notavelmente resistentes às mudanças climáticas.

### Antártica
O início do MWP no Oceano Antártico atrasou o início do MWP no Atlântico Norte em aproximadamente 150 anos. Um núcleo de sedimentos [en] da Bacia de Bransfield Oriental, na Península Antártica, preserva eventos climáticos tanto da LIA quanto do MWP. Os autores observaram:
“Os registros do Holoceno tardio identificam claramente os eventos neoglaciais da PIG e do Período Quente Medieval (PQM).”
Algumas regiões da Antártica eram atipicamente frias, mas outras eram atipicamente quentes entre 1000 e 1200.

### Oceano Pacífico
Os corais no Oceano Pacífico tropical sugerem que as condições relativamente frias e secas podem ter persistido no início do milênio, o que é consistente com uma configuração semelhante ao La Niña dos padrões do El Niño-Oscilação Sul.
Em 2013, um estudo de três universidades dos EUA foi publicado na revista Science e mostrou que a temperatura da água no Oceano Pacífico era 0,9 °C mais quente durante o PQM do que durante a PIG e 0,65 °C mais quente do que nas décadas anteriores ao estudo.

### América do Sul
O MWP foi observado no Chile em um núcleo de sedimentos do leito de um lago de 1500 anos, bem como na Cordilheira Oriental [en] do Equador.
Uma reconstrução, com base em núcleos de gelo, descobriu que o MWP poderia ser distinguido na América do Sul tropical de aproximadamente 1050 a 1300 e foi seguido no século XV pela LIA. As temperaturas máximas não subiram até o nível do final do século XX, que não tinham precedentes na área durante o período de estudo de 1.600 anos.

### Leste Asiático
Ge et al. estudaram as temperaturas na China nos últimos 2.000 anos e descobriram uma grande incerteza antes do século 16, mas uma boa consistência nos últimos 500 anos, destacada pelos dois períodos frios, de 1620 a 1710 e de 1800 a 1860, e pelo aquecimento do século 20. Eles também descobriram que o aquecimento entre os séculos X e XIV em algumas regiões pode ser comparável em magnitude ao aquecimento das últimas décadas do século XX, que foi sem precedentes nos últimos 500 anos.
Em geral, um período de aquecimento foi identificado na China, coincidindo com o PQM, usando dados multiproxy de temperatura. No entanto, o aquecimento foi inconsistente em toda a China. Mudanças significativas de temperatura, desde o PQM até a PIG, foram encontradas no nordeste e no centro-leste da China, mas não no noroeste da China e no Planalto Tibetano. Durante o PQM, a Monção de Verão do Leste Asiático [en] (MVLA) foi a mais forte do último milênio e foi altamente sensível à Oscilação Sul do El Niño (OSEL). O Deserto de Mu Us testemunhou o aumento da umidade no PQM. Núcleos de turfa de terras do sudeste da China sugerem que as mudanças no MVLA e no OSEL são responsáveis pelo aumento da precipitação na região durante o PQM. No entanto, outros locais no sul da China mostram aridificação e não umidificação durante o PQM, mostrando que a influência do PQM foi altamente heterogênea espacialmente. Evidências de modelagem sugerem que a força do MVLA durante o PQM foi baixa no início do verão, mas muito alta no final do verão.
No extremo leste da Rússia, as regiões continentais sofreram graves inundações durante o MWP, enquanto as ilhas próximas sofreram menos precipitação, o que levou a uma diminuição das turfeiras. Os dados de pólen dessa região indicam uma expansão da vegetação de clima quente com um número crescente de florestas de folhas largas e um número decrescente de florestas de coníferas.
Adhikari e Kumon (2001), investigando sedimentos no Lago Nakatsuna [en], na região central do Japão, encontraram um período quente de 900 a 1200 que correspondia ao MWP e três fases frias, duas das quais poderiam estar relacionadas à PIG. Outras pesquisas no nordeste do Japão mostraram que houve um intervalo quente e úmido, de 750 a 1200, e dois intervalos frios e secos, de 1 a 750 e de 1200 até agora.

### Sul da Ásia
A Monção de Verão Indiana [en] (ISM) também foi aprimorada durante o PQM com uma mudança na Oscilação Multidecadal Atlântica (AMA), impulsionada pela temperatura, trazendo mais precipitação para a Índia. Os registros de vegetação em Lahaul, em Himachal Pradesh, confirmam um PQM quente e úmido de 1.158 a 647 BP. O pólen de Madhya Pradesh, datado do PQM, fornece mais evidências diretas do aumento da precipitação das monções. Registros multi-proxy do Lago Pookode [en], em Kerala, também refletem o calor do PQM.

### Oriente Médio
As temperaturas da superfície do mar no Mar da Arábia aumentaram durante o MWP, devido a uma forte monção. Durante o MWP, o Mar da Arábia apresentou maior produtividade biológica. A Península Arábica, que já era extremamente árida nos dias atuais, ficou ainda mais seca durante o MWP. A seca prolongada foi um dos pilares do clima da Arábia até cerca de 660 BP, quando esse intervalo hiperárido foi encerrado.

### Oceania
Há uma extrema escassez de dados da Austrália tanto para o PQM quanto para a PIG. No entanto, as evidências de terraços de cascalho construídos por ondas para um Lago Eyre permanentemente cheio durante os séculos IX e X são consistentes com uma configuração semelhante à do La Niña, mas os dados são insuficientes para mostrar como os níveis do lago variavam de ano para ano ou como eram as condições climáticas em outras partes da Austrália.

Um estudo de 1979 da Universidade de Waikato constatou que,
As temperaturas derivadas de um perfil 18O/16O através de uma estalagmite encontrada em uma caverna da Nova Zelândia (40,67°S 172,43°E) sugerem que o Período Quente Medieval ocorreu entre [... cerca de 1050-1400] e foi 0,75 °C mais quente do que o Período Quente Atual.
Mais evidências na Nova Zelândia são de um registro de 1100 anos de anéis de árvores.